# Força Aérea Um (filme)
Air Force One (br/pt: Força Aérea Um) é um filme estadunidense de 1997, dos gêneros aventura e ação, dirigido por Wolfgang Petersen e escrito por Andrew W. Marlowe

## Sinopse
De visita à Rússia, o presidente estadunidense faz questão de não quebrar uma regra de ouro dos Estados Unidos: nunca ceder às exigências de terroristas. No discurso, ele critica o comportamento do seu país natal que, em virtude da burocracia lenta e da diplomacia, assiste de forma passiva um ditador do Cazaquistão a explorar e matar o próprio povo, que de seguida acaba por ser preso com a ajuda dos Estados Unidos.
Quando o presidente regressa a casa com a sua família, alguns elementos partidários do ditador conseguem assumir o controlo do avião presidencial e exigem a imediata libertação do seu líder, caso contrário, matam a mulher e a filha do presidente, que fica no meio de um terrível dilema, pois se acabar por ceder e negociar com os terroristas negará tudo aquilo que acredita e defende, e se decidir não negociar pode ser a última vez que vê a sua família.

## Elenco
| Personagem                             | Ator/Atriz             |
| -------------------------------------- | ---------------------- |
| Presidente James "Jim" Marshall        | Harrison Ford          |
| Egor Korshunov                         | Gary Oldman            |
| Vice-Presidente Kathryn Bennett        | Glenn Close            |
| Grace Marshall                         | Wendy Crewson          |
| Alice Marshall                         | Liesel Matthews        |
| Lloyd "Shep" Sheperd                   | Paul Guilfoyle         |
| Agente Gibbs                           | Xander Berkeley        |
| Prefeito Caldwell                      | Xander Berkeley        |
| Secretário de Defesa Walter Dean       | Dean Stockwell         |
| Jack Doherty                           | Tom Everett            |
| General Ivan Radek                     | Jürgen Prochnow        |
| Secretária de Imprensa Melanie Mitchel | Donna Bullock          |
| Andrei Kolchak                         | Elya Baskin            |
| Sergei Lenski                          | Levani Outchaneichvili |
| Igor Nevsky                            | David Vadim            |
| Boris Bazylev                          | Andrew Divoff          |
| General Northwood                      | Bill Smitrovich        |
| General Ward                           | Philip Baker Hall      |